# Frank W. Johnson
Pour les articles homonymes, voir Johnson.
Francis White Johnson, né le 3 octobre 1799 et mort le 8 avril 1884, était un militaire américain commandant de l'armée Texian durant la révolution texane.